# Бзенец
Бзенец (чеш. Bzenec) град је у Чешкој Републици. Град се налази у управној јединици Јужноморавски крај, у оквиру којег припада округу Ходоњин.

## Становништво
Према подацима о броју становника из 2014. године град је имао 4.303 становника.